# مفتاح الجدولة

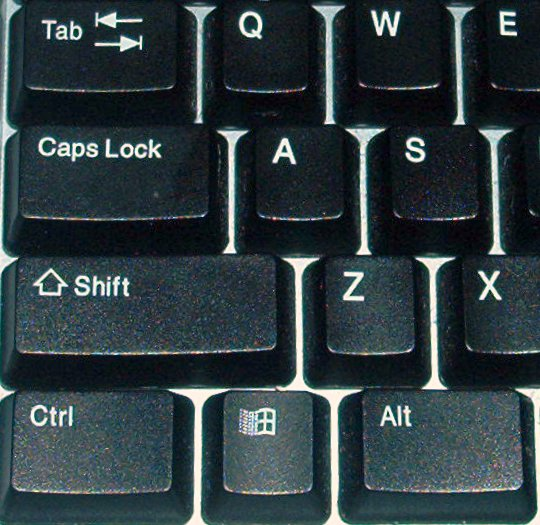
مفتاح الجدولة (أعلى اليسار) على لوحة مفاتيح ويندوز قياسية

مفتاح الجدولة أو مفتاح الحقول (بالإنجليزية: Tab key)‏ Tab ↹  هو مفتاح شائع في لوحة المفاتيح وظيفته نقل المؤشر إلى علامة الجدولة التالي، أو إنشاء رمز تاب.